# Liste des titres musicaux numéro un en France en 2001
Cette page liste les titres numéro un dans les meilleures ventes de disques en France pour l'année 2001.

## Classement des singles
| Semaine | Date          | Artiste                 | Titre                        |
| ------- | ------------- | ----------------------- | ---------------------------- |
| 1       | 6 janvier     | Alizée                  | L'Alizé                      |
| 2       | 13 janvier    | Garou                   | Seul                         |
| 3       | 20 janvier    | Garou                   | Seul                         |
| 4       | 27 janvier    | Garou                   | Seul                         |
| 5       | 3 février     | Garou                   | Seul                         |
| 6       | 10 février    | Garou                   | Seul                         |
| 7       | 17 février    | Garou                   | Seul                         |
| 8       | 24 février    | Garou                   | Seul                         |
| 9       | 3 mars        | Garou                   | Seul                         |
| 10      | 10 mars       | Garou                   | Seul                         |
| 11      | 17 mars       | Garou                   | Seul                         |
| 12      | 24 mars       | Garou                   | Seul                         |
| 13      | 31 mars       | Shaggy featuring Rikrok | It Wasn't Me                 |
| 14      | 7 avril       | Shaggy featuring Rikrok | It Wasn't Me                 |
| 15      | 14 avril      | Shaggy featuring Rikrok | It Wasn't Me                 |
| 16      | 21 avril      | Shaggy featuring Rikrok | It Wasn't Me                 |
| 17      | 28 avril      | Shaggy featuring Rikrok | It Wasn't Me                 |
| 18      | 5 mai         | Shaggy featuring Rikrok | It Wasn't Me                 |
| 19      | 12 mai        | Shaggy featuring Rikrok | It Wasn't Me                 |
| 20      | 19 mai        | Shaggy featuring Rikrok | It Wasn't Me                 |
| 21      | 26 mai        | Shaggy featuring Rikrok | It Wasn't Me                 |
| 22      | 2 juin        | Shaggy featuring Rikrok | It Wasn't Me                 |
| 23      | 9 juin        | MC Solaar               | Hasta la vista               |
| 24      | 16 juin       | MC Solaar               | Hasta la vista               |
| 25      | 23 juin       | MC Solaar               | Hasta la vista               |
| 26      | 30 juin       | MC Solaar               | Hasta la vista               |
| 27      | 7 juillet     | MC Solaar               | Hasta la vista               |
| 28      | 14 juillet    | Les Lofteurs            | Up and Down                  |
| 29      | 21 juillet    | Les Lofteurs            | Up and Down                  |
| 30      | 28 juillet    | Les Lofteurs            | Up and Down                  |
| 31      | 4 août        | Les Lofteurs            | Up and Down                  |
| 32      | 11 août       | Les Lofteurs            | Up and Down                  |
| 33      | 18 août       | Les Lofteurs            | Up and Down                  |
| 34      | 25 août       | Les Lofteurs            | Up and Down                  |
| 35      | 1er septembre | Geri Halliwell          | It's Raining Men             |
| 36      | 8 septembre   | Geri Halliwell          | It's Raining Men             |
| 37      | 15 septembre  | Geri Halliwell          | It's Raining Men             |
| 38      | 22 septembre  | Geri Halliwell          | It's Raining Men             |
| 39      | 29 septembre  | Geri Halliwell          | It's Raining Men             |
| 40      | 6 octobre     | Mary J. Blige           | Family Affair                |
| 41      | 13 octobre    | Michael Jackson         | You Rock My World            |
| 42      | 20 octobre    | Michael Jackson         | You Rock My World            |
| 43      | 27 octobre    | Michael Jackson         | You Rock My World            |
| 44      | 3 novembre    | Garou et Céline Dion    | Sous le vent                 |
| 45      | 10 novembre   | Garou et Céline Dion    | Sous le vent                 |
| 46      | 17 novembre   | Garou et Céline Dion    | Sous le vent                 |
| 47      | 24 novembre   | Kylie Minogue           | Can't Get You Out of My Head |
| 48      | 1er décembre  | L5                      | Toutes les femmes de ta vie  |
| 49      | 8 décembre    | Star Academy 1          | La Musique                   |
| 50      | 15 décembre   | Star Academy 1          | La Musique                   |
| 51      | 22 décembre   | Star Academy 1          | La Musique                   |
| 52      | 29 décembre   | Star Academy 1          | La Musique                   |

## Classement des albums
| Semaine | Date          | Artiste                                  | Titre                                                         |
| ------- | ------------- | ---------------------------------------- | ------------------------------------------------------------- |
| 1       | 6 janvier     | Roméo et Juliette, de la haine à l'amour | Roméo et Juliette, de la haine à l'amour                      |
| 2       | 13 janvier    | Manu Chao                                | Clandestino                                                   |
| 3       | 20 janvier    | Garou                                    | Seul                                                          |
| 4       | 27 janvier    | DJ Kost & DJ Goldfingers                 | Double Face 3                                                 |
| 5       | 3 février     | Alizée                                   | Gourmandises                                                  |
| 6       | 10 février    | Garou                                    | Seul                                                          |
| 7       | 17 février    | Garou                                    | Seul                                                          |
| 8       | 24 février    | Garou                                    | Seul                                                          |
| 9       | 3 mars        | Garou                                    | Seul                                                          |
| 10      | 10 mars       | Les Enfoirés                             | L'Odyssée des Enfoirés                                        |
| 11      | 17 mars       | Les Enfoirés                             | L'Odyssée des Enfoirés                                        |
| 12      | 24 mars       | Les Enfoirés                             | L'Odyssée des Enfoirés                                        |
| 13      | 31 mars       | Les Enfoirés                             | L'Odyssée des Enfoirés                                        |
| 14      | 7 avril       | Les Enfoirés                             | L'Odyssée des Enfoirés                                        |
| 15      | 15 avril      | Les Enfoirés                             | L'Odyssée des Enfoirés                                        |
| 16      | 21 avril      | Dido                                     | No Angel                                                      |
| 17      | 28 avril      | Dido                                     | No Angel                                                      |
| 18      | 5 mai         | Dido                                     | No Angel                                                      |
| 19      | 12 mai        | Dido                                     | No Angel                                                      |
| 20      | 19 mai        | Depeche Mode                             | Exciter                                                       |
| 21      | 26 mai        | Yann Tiersen                             | Le Fabuleux Destin d'Amélie Poulain (Bande originale du film) |
| 22      | 2 juin        | Yann Tiersen                             | Le Fabuleux Destin d'Amélie Poulain (Bande originale du film) |
| 23      | 9 juin        | Manu Chao                                | Próxima Estación: Esperanza                                   |
| 24      | 16 juin       | Manu Chao                                | Próxima Estación: Esperanza                                   |
| 25      | 23 juin       | Manu Chao                                | Próxima Estación: Esperanza                                   |
| 26      | 30 juin       | Manu Chao                                | Próxima Estación: Esperanza                                   |
| 27      | 7 juillet     | Manu Chao                                | Próxima Estación: Esperanza                                   |
| 28      | 14 juillet    | Manu Chao                                | Próxima Estación: Esperanza                                   |
| 29      | 21 juillet    | Manu Chao                                | Próxima Estación: Esperanza                                   |
| 30      | 28 juillet    | Manu Chao                                | Próxima Estación: Esperanza                                   |
| 31      | 4 août        | Manu Chao                                | Próxima Estación: Esperanza                                   |
| 32      | 11 août       | Manu Chao                                | Próxima Estación: Esperanza                                   |
| 33      | 17 août       | Yannick Noah                             | Yannick Noah                                                  |
| 34      | 24 août       | Manu Chao                                | Próxima Estación: Esperanza                                   |
| 35      | 1er septembre | Björk                                    | Vespertine                                                    |
| 36      | 8 septembre   | Jamiroquai                               | A Funk Odyssey                                                |
| 37      | 15 septembre  | Noir Désir                               | Des visages des figures                                       |
| 38      | 22 septembre  | Noir Désir                               | Des visages des figures                                       |
| 39      | 29 septembre  | Noir Désir                               | Des visages des figures                                       |
| 40      | 6 octobre     | Noir Désir                               | Des visages des figures                                       |
| 41      | 13 octobre    | Noir Désir                               | Des visages des figures                                       |
| 42      | 20 octobre    | Zazie                                    | La Zizanie                                                    |
| 43      | 27 octobre    | Zazie                                    | La Zizanie                                                    |
| 44      | 3 novembre    | Michael Jackson                          | Invincible                                                    |
| 45      | 10 novembre   | Michael Jackson                          | Invincible                                                    |
| 46      | 17 novembre   | Michael Jackson                          | Invincible                                                    |
| 47      | 24 novembre   | Jean-Jacques Goldman                     | Chansons pour les pieds                                       |
| 48      | 1er décembre  | Jean-Jacques Goldman                     | Chansons pour les pieds                                       |
| 49      | 8 décembre    | Jean-Jacques Goldman                     | Chansons pour les pieds                                       |
| 50      | 15 décembre   | L5                                       | L5                                                            |
| 51      | 22 décembre   | L5                                       | L5                                                            |
| 52      | 29 décembre   | L5                                       | L5                                                            |

## Les dix meilleures ventes
Il s'agit des dix meilleures ventes de singles et d'albums de l'année 2001 en France,.

### Singles
| №  | Artiste                 | Titre                        |
| -- | ----------------------- | ---------------------------- |
| 1  | Star Academy 1          | La Musique                   |
| 2  | L5                      | Toutes les femmes de ta vie  |
| 3  | Garou                   | Seul                         |
| 4  | Daddy DJ                | Daddy DJ                     |
| 5  | Les Lofteurs            | Up and Down                  |
| 6  | Geri Halliwell          | It's Raining Men             |
| 7  | Shaggy featuring Rikrok | It Wasn't Me                 |
| 8  | Kylie Minogue           | Can't Get You Out of My Head |
| 9  | Lorie                   | Près de moi                  |
| 10 | Garou et Céline Dion    | Sous le vent                 |

### Albums
| №  | Artiste              | Titre                       |
| -- | -------------------- | --------------------------- |
| 1  | Garou                | Seul                        |
| 2  | Jean-Jacques Goldman | Chansons pour les pieds     |
| 3  | Dido                 | No Angel                    |
| 4  | Manu Chao            | Próxima Estación: Esperanza |
| 5  | L5                   | L5                          |
| 6  | Gérald de Palmas     | Marcher dans le sable       |
| 7  | Les Enfoirés         | L'Odyssée des Enfoirés      |
| 8  | Noir Désir           | Des visages des figures     |
| 9  | MC Solaar            | Cinquième As                |
| 10 | Yannick Noah         | Yannick Noah                |